# Kevin Blom
Pour les articles homonymes, voir Blom.
Bernie Raymond Blom dit Kevin Blom, né le 21 février 1974 à Gouda, est un arbitre de football néerlandais. Il devient arbitre professionnel en 2003 et arbitre du championnat néerlandais à partir de 2004. Il est nommé arbitre vidéo lors de l'Euro 2020 et se voit choisi par l'UEFA comme arbitre vidéo principal lors du match d'ouverture de cette compétition. Il est également régulièrement appelé à être arbitre vidéo lors des compétitions de l'UEFA.